# Kružná
Kružná (in ungherese Berzétekörös) è un comune della Slovacchia facente parte del distretto di Rožňava, nella regione di Košice.